# تروي باتشيلور
تروي باتشيلور (بالإنجليزية: Troy Batchelor)‏ هو متسابق دراجات نارية أسترالي، ولد في 29 أغسطس 1987 في بريزبان في أستراليا.

## وصلات خارجية
- الموقع الرسمي